# Novosilka, Skadovsk
Novosilka (în ucraineană Новосілка) este un sat în comuna Mîhailivka din raionul Skadovsk, regiunea Herson, Ucraina.

## Demografie
Componența lingvistică a localității Novosilka
     Ucraineană (93,4%)
     Rusă (5,66%)
     Alte limbi (0,94%)
Conform recensământului din 2001, majoritatea populației localității Novosilka era vorbitoare de ucraineană (93,4%), existând în minoritate și vorbitori de rusă (5,66%).